# 罗斯佩兹
罗斯佩兹（法語：Rospez，法語發音：[ʁɔspɛs] ⓘ）是法国阿摩尔滨海省的一个市镇，位于该省西北部，属于拉尼永区。

## 地理
罗斯佩兹（48°43'46"N, 3°23'2"W）面积13.24 平方千米，位于法国布列塔尼大區阿摩尔滨海省，该省份为法国西北部沿海省份，位于布列塔尼半岛北部，北濒大西洋英吉利海峡，西接菲尼斯泰尔省，南至莫尔比昂省，东临伊勒-维莱讷省。
与罗斯佩兹接壤的市镇（或旧市镇、城区）包括：卡韦内克-朗韦泽阿克、凯尔马里亚叙拉尔、朗梅兰、拉尼永、卢阿内克、康佩尔旺、特雷泽尼。

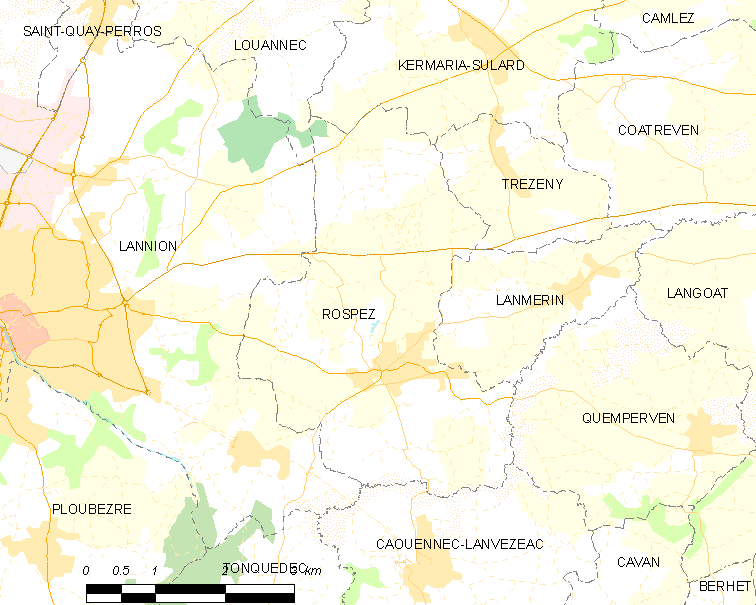
罗斯佩兹的OSM定位图

罗斯佩兹的时区为UTC+01:00、UTC+02:00（夏令时）。

## 行政
罗斯佩兹的邮政编码为22300，INSEE市镇编码为22265。

## 政治
罗斯佩兹所属的省级选区为拉尼永县。

## 人口

1962-2008年间罗斯佩兹人口变化图示

罗斯佩兹于2022年1月1日时的人口数量为1790人。